# Journal of Chemical Physics
A Journal of Chemical Physics egy 1933-as alapítású lektorált fizikai és kémiai szakolyóirat. Kiadója az Amerikai Fizikai Intézet, mely a folyóiratot hetente adja közre.

## Tartalma
A folyóiratbak elsősorban kémiai rendszerek fizikájával, azaz kémiai fizikával foglalkozó cikkeket közölnek, jellemzően az alábbi témákban:
- elméleti módszerek, algoritmusok,
- új kísérleti eljárások,
- atom- és molekulafizika, klaszterek,
- folyadékok, gázok, kristályok,
- felületek, határfelületek, anyagok,
- polimerek, lágy anyagok,
- biológiai molekulák, hálózatok.

## Tudománymetrikai adatai
| Mérőszám                                                | 2015    |
| ------------------------------------------------------- | ------- |
| Összes publikáció                                       |         |
| Impaktfaktor (hatástényező)                             | 2,894   |
| Az impaktfaktor ötéves átlaga (five-year impact factor) | 2,950   |
| Közvetlenségi index (immediacy index)                   | 0.786   |
| Az idézések felezési ideje (cited half-life)            | >10,0   |
| EigenFactor-pontszám                                    | 0.16944 |
| A cikkek hatása (Article Influence Score)               | 0,873   |
| CiteScore                                               |         |
| (Source-Normalized Impact per Page, SNIP)               |         |
| SCImago-rang                                            | 0,959   |
| H-index                                                 | 263     |
| 1. 2. 3. 4. 5. 6. 7.                                    |         |